# Двинская улица (Санкт-Петербург)

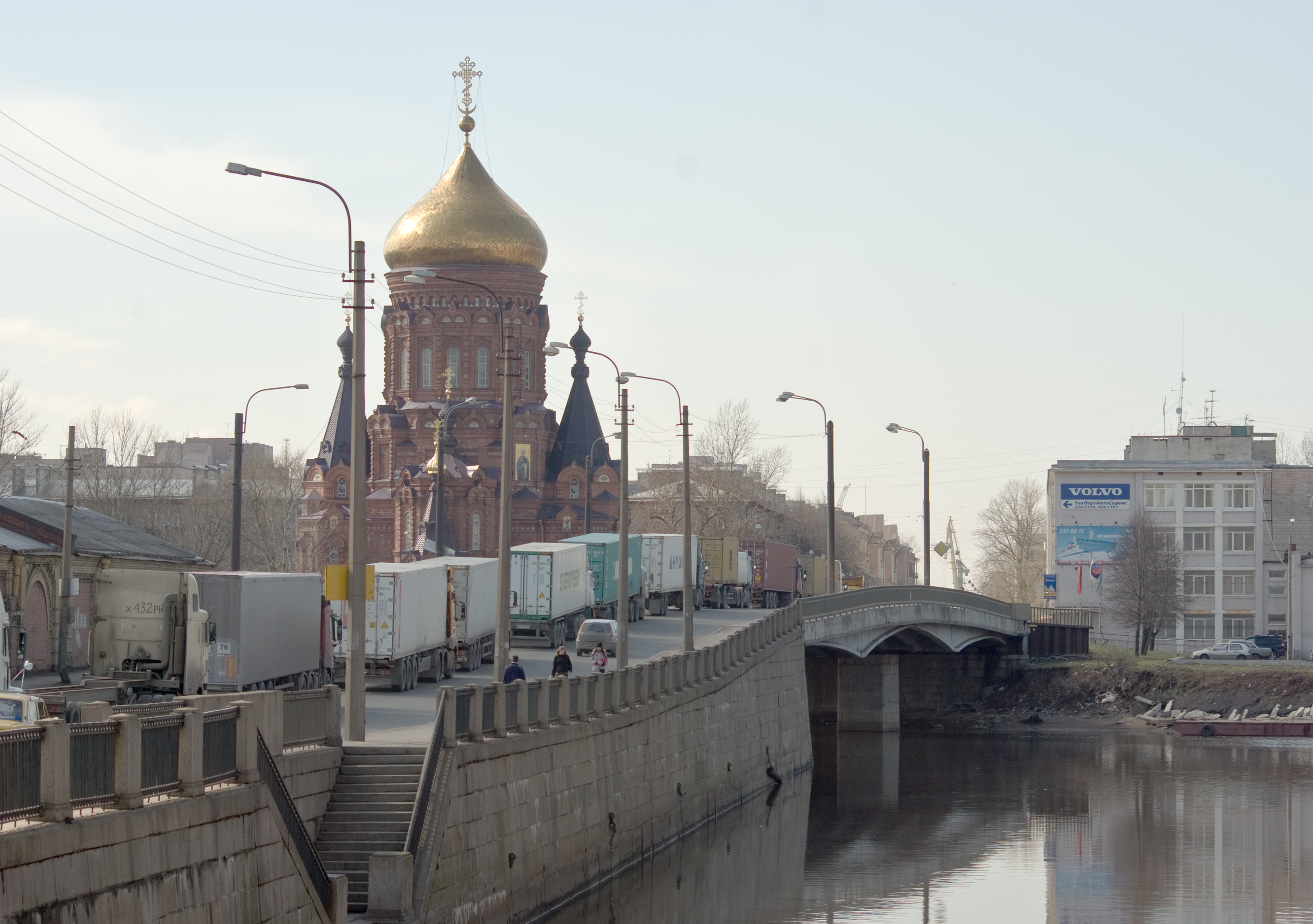
Вид на церковь и Гутуевский мост (начало улицы), видна очередь фур в порт

Дви́нская у́лица — улица в Кировском районе Санкт-Петербурга на Гутуевском острове. Проходит от набережной реки Екатерингофки до Канонерского туннеля. Улица является главной магистралью для движения в Новый порт.

## История
Улица названа в честь города Двинска (до 1893 года — Динабург) в Витебской губернии (ныне город Даугавпилс в Латвии). До 1935 года носила название Динабургская.
Изначально улица проходила только до Шотландской улицы. После постройки в 1983 году Канонерского тоннеля, улицу продлили до тоннеля, но официально этот участок вошёл в состав Двинской улицы лишь в 2007 году.

## Пересечения

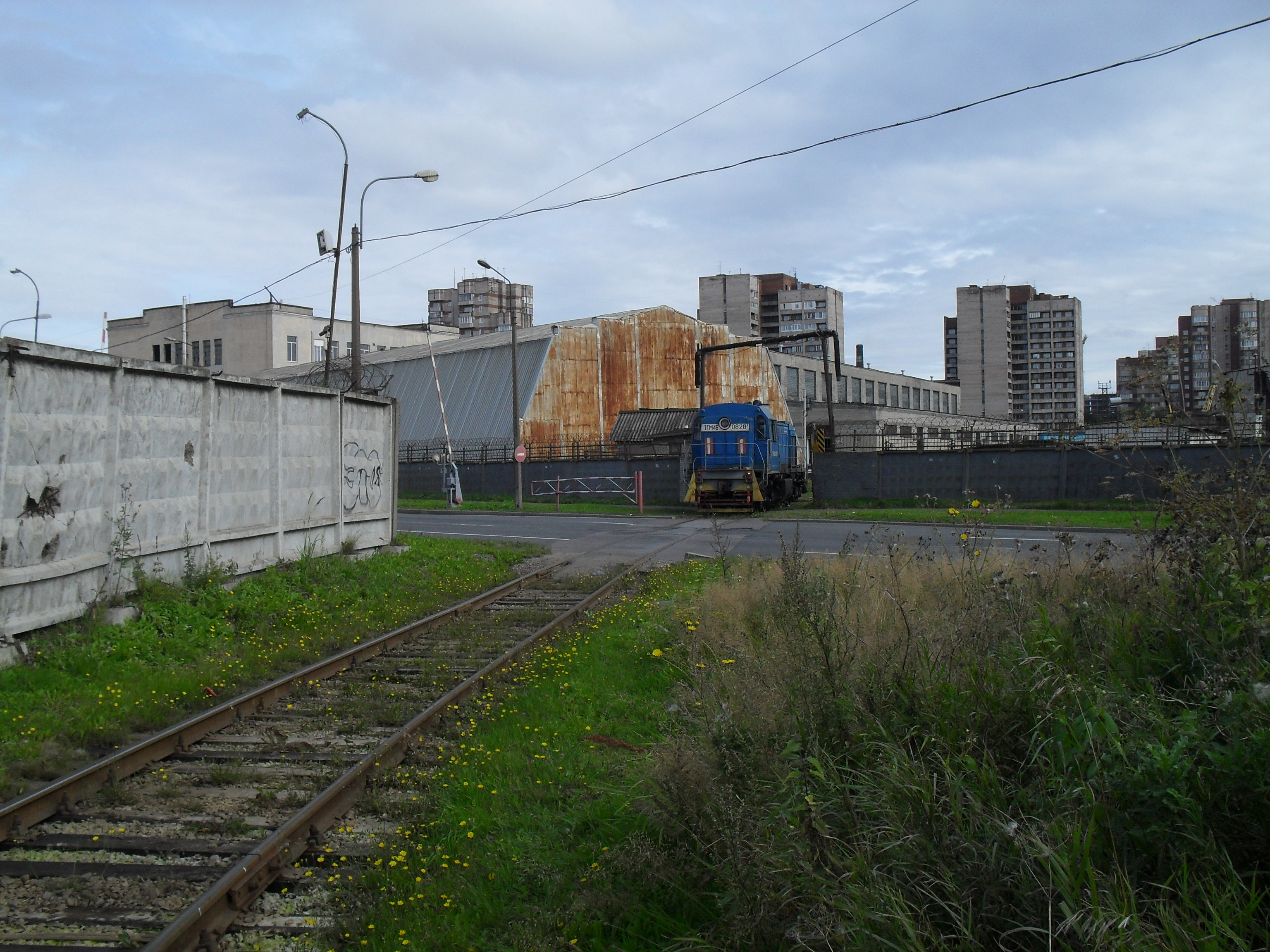
Переезд на Двинской улице

Улица пересекается или граничит со следующими магистралями:
- набережная реки Екатерингофки
- Виндавская улица
- Шотландская улица
- Невельская улица

Почти на всём протяжении улицы параллельно ей с севера и запада проходят многочисленные пути грузовой железнодорожной станции Новый Порт. Вблизи примыкания Шотландской улицы от станции ответвляется подъездной путь к нескольким предприятиям, пересекающий Двинскую улицу через регулируемый железнодорожный переезд. Продолжающий улицу Канонерский тоннель пересекает территорию станции под землёй.
3 июня 2002 года около 12:30 в доме 8, корпус 3, осадка грунта привела к частичному разрушению несущих конструкций южной секции здания, возник пожар. Спустя полтора часа одна из секций дома обрушилась. Под завалами спасатели обнаружили 4 тела. По некоторым данным, к происшествию привело то, что дом стоял на засыпанном русле Сельдяного канала. После расселения здание стояло заброшенным, пока в 2010 году его не снесли. В 2021 году на его месте построили жилой дом.

## Транспорт
По улице проходит социальные автобусные маршруты № 22, 35, 43, 49, 65, 66, 67, 70, 71, 263, 290.
С 1923 года (на участке от набережной реки Екатерингофки до Виндавской улицы — с 1960-х годов) до середины 2003 года на участке Двинской улицы от набережной реки Екатерингофки до Шотландской улицы существовало трамвайное движение, а на круговом перекрёстке с Шотландской улицей располагалась конечная станция «Порт».

## Здания
- Дом 2 — Церковь богоявления Господня на Гутуевском острове. Построена в 1889—1899 годы по проекту В. А. Косякова.
- Дом 2, литера Б — церковная трапезная[3].
- Дом 5/7 — Санкт-Петербургский государственный университет водных коммуникаций. На здании находится мемориальная доска с надписью: «Памяти сотрудников в Великую Отечественную войну 1941—1945 гг» (установлена в 1967 году).
- Дом 8, корпус 3 — 3 июня 2002 года обрушилась 17-метровая южная часть дома. Погибло четыре человека[4][5].
- Дом 12 — два однотажных дома, объединённых в советское время. Первое здание построил в 1903 году гражданский инженер Евгений Вейнберг на средства, пожертвованные президентом Франции Феликсом Фором. В 1906 году на пожертвование следующего президента Франции Эмиля Любе был построен идентичный дом. В обоих зданиях работали приюты для неимущих[6].
- Дом 15 — в советское время в нём находился магазин дефицитных товаров для моряков «Альбатрос». В 1999 году в здании произошёл взрыв (экв. 3-4 кг тротила)[7].